# جون كريغ (لاعب كرة سلة)
جون كريغ (28 أبريل 1961 بساكرامنتو في الولايات المتحدة - ) (بالإنجليزية: John Greig)‏ هو لاعب كرة سلة أمريكي في مركز هجوم صغير الجسم. لعب مع Oregon Ducks ‏.

## وصلات خارجية
- جون كريغ على موقع إن بي أي (الإنجليزية)
- جون كريغ على موقع سبورتس رفرنس (الإنجليزية)
- جون كريغ على موقع كرة السلة الأوروبية.كوم (الإنجليزية)
- جون كريغ على موقع كلية كرة السلة في سبورتس رفرنس.كوم (الإنجليزية)
- جون كريغ على موقع ريلجم (الإنجليزية)
- جون كريغ على موقع بروبوليرز (الإنجليزية)